# Zapała
Zapała (639 m) – wzniesienie w Paśmie Jaworzyny w Beskidzie Sądeckim. Wznosi się nad rzeką Poprad i nad miejscowościami Andrzejówka i Milik (jej grzbietem przebiega granica pomiędzy tymi miejscowościami). Zapała stanowi zakończenie bocznego grzbietu odchodzącego od Trzech Kopców (687 m) na południowy wschód poprzez Stawiska (759 m), Skałę (769 m), Prehybę (673 m) i Piotrusinę (645 m). Jest najdalej na południe wysuniętym wzniesieniem całego Pasma Jaworzyny. Poprad zatacza wokół niej obszerny łuk. Pomiędzy nim a stokami Zapały poprowadzono drogę wojewódzką nr 971. Jest to widokowe i ciasne miejsce; z jednej strony stromo pocięte skały Zapały, w niektórych miejscach zabezpieczone murami oporowymi od osuwających się skał, z drugiej strony burzliwy Poprad uderzający o betonowe wały, na których wykonano tę drogę. Wschodnie stoki Zapały opadają do głębokiej doliny potoku Milik, zachodnie do doliny niewielkiego potoku płynącego przez Andrzejówkę.
Zapała jest częściowo zalesiona, ale od strony wschodniej, gdzie stoki są łagodniejsze, pola uprawne i łąki miejscowości Andrzejówka podchodzą pod sam jej wierzchołek. Od strony Milika, gdzie stoki są bardziej strome, bezleśne są tylko niektóre dolne ich fragmenty.